# Estación Saladillo Norte
Saladillo Norte es el nombre que recibía una estación de ferrocarril ubicada en la ciudad de Saladillo, partido de Saladillo, provincia de Buenos Aires, Argentina.

## Ubicación
La estación Saladillo Norte del FFCC Provincial Buenos Aires, ramal Carlos Beguerié - Mira Pampa, fue inaugurada el 17 de marzo de 1912 y se ubica 5 km al norte del centro de Saladillo. Las estaciones tipo de la línea original del FFCC Provincial a Saladillo son curiosamente parecidas a las de los ferrocarriles Oeste de Buenos Aires y el Midland. El edificio de la estación Saladillo Norte, idéntico al de la estación Loma Verde, muestra la exactitud con que se reprodujeron las estaciones del tramo inicial sobre un mismo plano.  

## Servicios
La estación era intermedia del otrora Ferrocarril Provincial de Buenos Aires para los servicios interurbanos y también de carga desde La Plata hacia Mira Pampa y Pehuajó. No opera servicios desde el 28 de octubre de 1961.